# Zeggendoorntje
Het zeggendoorntje (Tetrix subulata) is een rechtvleugelig insect uit de familie van de doornsprinkhanen (Tetrigidae) en de onderfamilie Tetriginae. De soort komt onder andere in België en Nederland voor. Het spel subulata is vernoemd naar de sprinkhaan.

## Kenmerken
Kortdoornige mannetjes bereiken een lengte van 8,5 tot 10 millimeter, de vrouwtjes zijn 10,5 tot 12 mm lang. Langdoornige mannetjes zijn 10,5 tot 12 mm en vrouwtjes 12 tot 14,5 mm lang.
De lichaamskleur is bruin, het halsschild is vlak en niet dakvormig zoals veel andere soorten. Het halsschild is wel gekield en steekt bij de kortdoornige vorm tot voorbij de knie van het achterste potenpaar en steekt de achtervleugel iets uit. Bij de langgedoornde exemplaren steekt het halsschild nog verder uit en is de achtervleugel relatief langer.

### Onderscheid met andere soorten
Het zeggendoorntje kan door het platte halsschild in de Benelux alleen met het zanddoorntje worden verward, althans de langgevleugelde vorm. Het zanddoorntje is altijd langgevleugeld en blijft daarnaast kleiner.

## Verspreiding en habitat
Het zeggendoorntje komt in grote delen van Europa voor en is plaatselijk algemeen in Nederland en België. De habitat bestaat uit allerlei wat schralere milieus zoals heide en spoordijken.

## Levenswijze
Het zeggendoorntje is actief gedurende de maanden maart tot september, de mannetjes laten zich vooral horen tussen negen uur in de ochtend tot zeven uur in de avond.

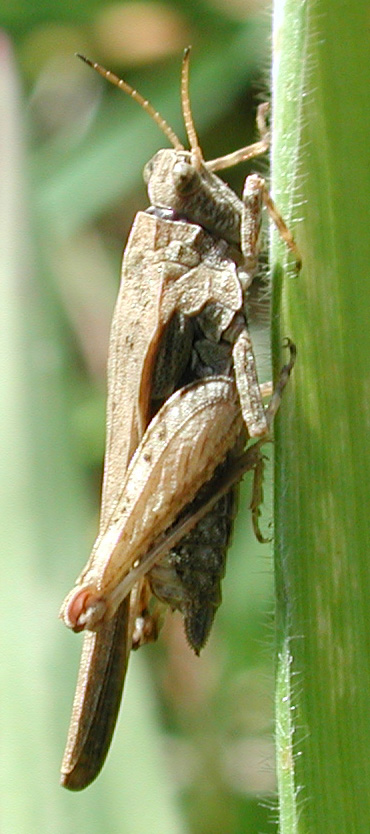
Vrouwtje
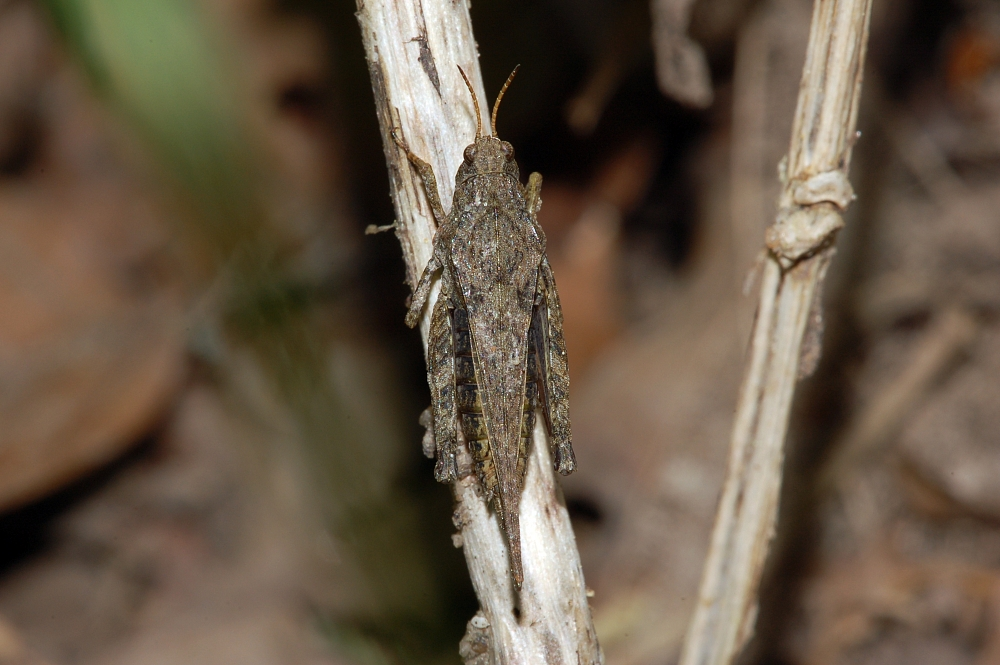
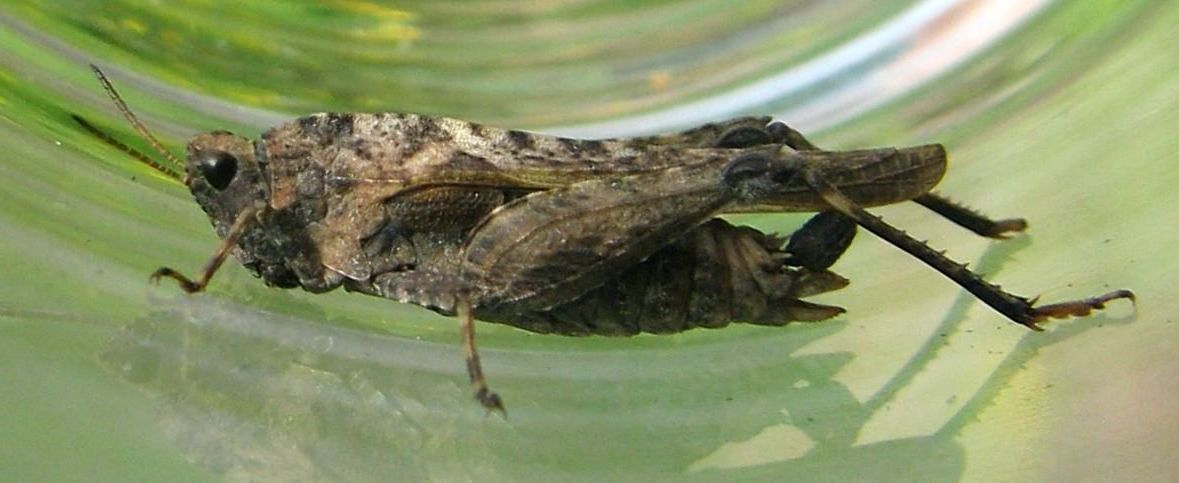
Mannetje (♂)